# Ischyrocerus cristatus
Ischyrocerus cristatus är en kräftdjursart som beskrevs av Kudrjaschov 1979. Ischyrocerus cristatus ingår i släktet Ischyrocerus och familjen Ischyroceridae. Inga underarter finns listade i Catalogue of Life.